# سنديان صوفي
سنديان صوفي (الاسم العلمي: )، نوع نبات من جنس السنديان وفصيلة الزانية. مواطنها الأصيلة في جنوب آسيا وجنوب شرق آسيا (جبال الهيمالايا، آسام، بوتان، نيبال)، الهند الصينية (فيتنام، ميانمار، شمال تايلاند)، وجنوب غرب الصين (قوانغشي، التبت، يوننان)). إنها شجرة كبيرة يصل إلى 30 مترا، دائمة الخضرة.